# Symphonie no 43 de Joseph Haydn
Mercure

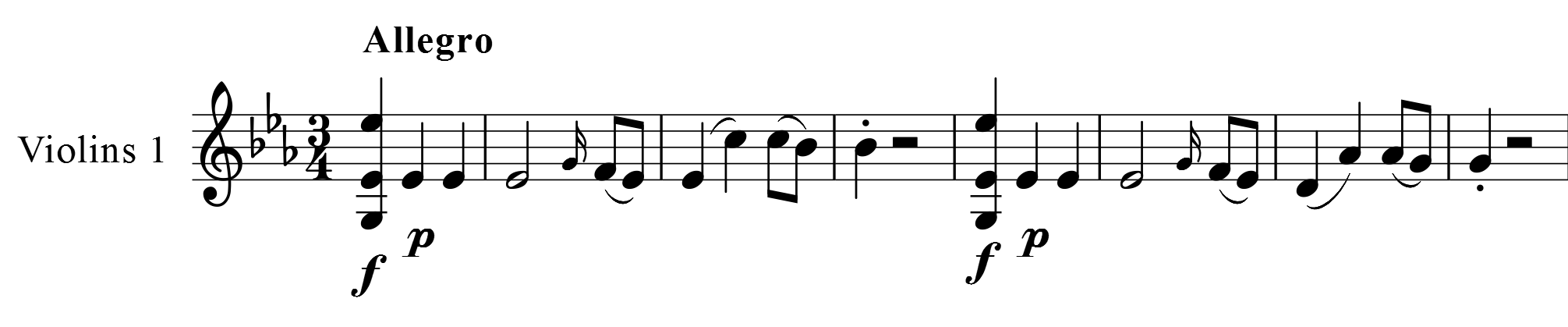
Les 8 premières mesures de la symphonie n°43 de Haydn

la Symphonie no 43 en mi bémol majeur surnommée Mercure Hob. I:43 est une symphonie du compositeur autrichien Joseph Haydn, composée en 1771.

## Structure de l'œuvre
La symphonie comporte quatre mouvements :
1. Allegro
2. Adagio
3. Menuet
4. Allegro

Durée approximative : 32 minutes.

## Instrumentation
- deux hautbois, deux bassons, deux cors, cordes.